# Райнгарт Пробст
Райнгарт Пробст (нім. Reinhart Probst; нар. 17 квітня 1957) — колишній німецький тенісист.
Здобув 1 парний титул.

## Фінали Гран-прі за кар'єру

### Парний розряд: 1 (1–1)
| Результат | W/L | Дата     | Турнір                     | Покриття | Партнер      | Суперники                         | Рахунок  |
| --------- | --- | -------- | -------------------------- | -------- | ------------ | --------------------------------- | -------- |
| Перемога  | 1–0 | Січ 1977 | Цюрих, Швейцарія           | Тверде   | Нікола Пилич | Патріс Ажуер Крістоф Роже-Васслен | 6–3, 6–1 |
| Поразка   | 1–1 | Тра 1980 | Гамбург, Західна Німеччина | Ґрунт    | Макс Вюншіг  | Ганс Гільдемайстер Андрес Гомес   | 3–6, 4–6 |